# Fortitudo Pallacanestro Bologna 103 2021-2022
Questa voce raccoglie le informazioni riguardanti la Fortitudo Pallacanestro Bologna 103 nelle competizioni ufficiali della stagione 2021-2022.

## Stagione
La stagione 2021-2022 della Fortitudo Pallacanestro Bologna 103 sponsorizzata Kigili, è la 38ª nel massimo campionato italiano di pallacanestro, la Serie A.
Dopo l'annuncio a maggio del ritorno del coach dello scudetto del 2005, Jasmin Repesa, in rosa figurano gli italiani: Tommaso Baldasso, Leonardo Totè, Stefano Mancinelli e Pietro Aradori, mentre tutti gli stranieri sono stati lasciati liberi. Per la composizione del roster si decide di confermare la scelta della formula con 5 giocatori stranieri senza vincoli.
Il 16 luglio viene rinnovato il contratto con il playmaker Matteo Fantinelli, giunto alla quarta stagione in maglia biancoblu. Il 21 luglio viene annunciato il nuovo centro statunitense, Geoffrey Groselle, in arrivo dai polacchi del Basket Zielona Gora, dove è stato MVP della regular season polacca nella stagione passata. A seguire, il 26 luglio arriva la tanto attesa fumata bianca, con il talento della nazionale italiana Gabriele Procida, in arrivo dalla Pallacanestro Cantù. A fine luglio viene firmato Malachi Richardson, ex Cremona, prelevato dalla G League americana, dai Canton Charge.
Il 3 agosto è la volta dell'ala, Brandon Ashley. Il 10 agosto viene firmata l'ala forte, nazionale tedesco, Robin Benzing, giocatore di lunga esperienza in Germania e Spagna, reduce dai Giochi olimpici di Tokio 2020. Infine, il 17 agosto, viene annunciato l'ultimo innesto, reduce dall'esperienza della Summer League di Las Vegas, la società comunica di aver acquisito, le prestazioni sportive del playmaker islandese, Jón Axel Guðmundsson.
A sorpresa, il 26 settembre, dopo la prima giornata di campionato, persa in casa contro Reggio Emilia, si dimette l'allenatore, Jasmin Repesa, ufficialmente per motivi di salute, ma secondo la maggior parte dei tifosi, per via delle promesse non mantenute dalla proprietà. Il giorno seguente, viene annunciato il nuovo coach della squadra, e viene richiamato l'artefice della promozione in serie A, di alcuni anni prima, Antimo Martino, che firma un biennale.
Viste le lacune in cabina di regia, dovute anche all'assenza prolungata di Matteo Fantinelli, l'11 ottobre viene firmato il playmaker statunitense Jabril Durham, proveniente dalla formazione tedesca, degli Amburgo Towers. A inizio novembre viene tagliato il deludente Malachi Richardson, che si accasa in Polonia. Il 22 novembre la società comunica la rescissione consensuale con Tommaso Baldasso, che immediatamente viene annunciato dall' Olimpia Milano. A sorpresa, il giorno seguente l'ala americana Brandon Ashley, si imbarca su un volo per Francoforte, con destinazione finale gli Stati Uniti, comunicando la sua volontà di non tornare a Bologna (già in passato, nella militanza all'Alba Berlino, si autoescluse facendo ritorno in patria).
Approfittando della sosta per le partite delle nazionali, la società corre immediatamente ai ripari decidendo di rinforzare il roster: il 29 novembre annuncia il playmaker James Feldeine. A seguire vengono annunciati l'ala Vasilīs Charalampopoulos, in uscita dalla Reyer Venezia, e il centro Jacopo Borra, dalla Dinamo Sassari (per lui un ennesimo ritorno, dopo le giovanili e la parentesi di 11 anni fa). Il 30 dicembre la società annuncia l'innesto della guardia statunitense, Branden Frazier, proveniente dai polacchi dello Zielona Gora. Si sceglie così di passare alla formula con 6 giocatori stranieri sempre senza vincoli.
A metà gennaio 2022 viene tagliato il deludente Jón Axel Guðmundsson, che immediatamente si accasa ai Crailsheim Merlins, nella lega tedesca.
Il 14 febbraio il S.Oliver Würzburg annuncia di aver trovato un accordo con Geoffrey Groselle per il suo trasferimento. Tuttavia la società non aveva ancora concesso di liberare il giocatore annullando il tutto.
A fine febbraio viene rescisso, consensualmente, il contratto con il lungo Leonardo Totè, che si trasferisce al Napoli Basket.
Il 1º maggio la sconfitta interna con la rivale diretta per la salvezza, il Napoli, sancisce la retrocessione della Fortitudo in Serie A2.

## Roster
Aggiornato al 01 marzo 2022.
| Fortitudo Kigili Bologna 2021-2022 | Fortitudo Kigili Bologna 2021-2022 |
| Giocatori                          | Staff tecnico                      |
| ---------------------------------- | ---------------------------------- |

| N. | Naz.                                                | Ruolo | Nome                     | Anno | Alt.   | Peso   |  |
| -- | --------------------------------------------------- | ----- | ------------------------ | ---- | ------ | ------ |  |
| 0  | Stati Uniti (bandiera)                              | AG    | Brandon Ashley           | 1996 | 206 cm | 104 kg |  |
| 00 | Stati Uniti (bandiera)                              | G     | Branden Frazier          | 1992 | 190 cm | 72 kg  |  |
| 2  | Italia (bandiera)                                   | AP    | Giorgio Manna            | 2004 | 198 cm | 90 kg  |  |
| 3  | Islanda (bandiera)                                  | PG    | Jón Axel Guðmundsson     | 1996 | 195 cm | 90 kg  |  |
| 4  | Italia (bandiera)                                   | GA    | Pietro Aradori           | 1988 | 196 cm | 95 kg  |  |
| 6  | Italia (bandiera)                                   | AG    | Stefano Mancinelli (C)   | 1983 | 203 cm | 105 kg |  |
| 7  | Stati Uniti (bandiera)                              | P     | Jabril Durham            | 1994 | 185 cm | 82 kg  |  |
| 8  | Italia (bandiera)                                   | P     | Vittorio Zedda           | 2004 | 185 cm |        |  |
| 8  | Italia (bandiera)                                   | G     | Tommaso Natalini         | 2005 | 180 cm |        |  |
| 8  | Italia (bandiera)                                   | A     | Alex Mingotti            | 2004 |        |        |  |
| 9  | Italia (bandiera)                                   | GA    | Gabriele Procida         | 2002 | 200 cm | 88 kg  |  |
| 12 | Germania (bandiera)                                 | AG    | Robin Benzing            | 1989 | 210 cm | 108 kg |  |
| 14 | Stati Uniti (bandiera) · Rep. Dominicana (bandiera) | G     | James Feldeine           | 1988 | 194 cm | 91 kg  |  |
| 21 | Italia (bandiera)                                   | P     | Matteo Fantinelli        | 1993 | 195 cm | 86 kg  |  |
| 23 | Stati Uniti (bandiera)                              | G     | Malachi Richardson       | 1996 | 198 cm | 93 kg  |  |
| 25 | Italia (bandiera)                                   | P     | Tommaso Baldasso         | 1998 | 191 cm | 88 kg  |  |
| 33 | Grecia (bandiera)                                   | AG    | Vasilīs Charalampopoulos | 1997 | 204 cm | 109 kg |  |
| 35 | Italia (bandiera)                                   | C     | Leonardo Totè            | 1997 | 211 cm | 110 kg |  |
| 41 | Stati Uniti (bandiera)                              | C     | Geoffrey Groselle        | 1993 | 213 cm | 109 kg |  |
| 99 | Italia (bandiera)                                   | C     | Jacopo Borra             | 1990 | 215 cm | 115 kg |  |
| -  | Italia (bandiera)                                   | G     | Cesare Casali            | 2004 | 195 cm | 89 kg  |  |
| -  | Senegal (bandiera) · Italia (bandiera)              |       | Saliou Niang             | 2004 |        |        |  |
| -  | Italia (bandiera)                                   | GA    | Mattia Pavani            | 2004 | 194 cm | 86 kg  |  |

| Allenatore |
| - Jasmin Repeša (fino al 26 settembre) - Antimo Martino (dal 28 settembre) |
| Assistente/i |
| - Filippo Palumbi (vice allenatore) (fino al 1º ottobre) - Stefano Rajola (vice allenatore) (dal 14 ottobre) - Matteo Angori - Matteo Tasini Legenda - (C) Capitano - (IN) Inattivo - Infortunato Roster |

## Mercato

### Sessione estiva
| Acquisti | Acquisti             | Acquisti          | Acquisti      | Acquisti |
| R.       | Nome                 | da                | Modalità      |          |
| -------- | -------------------- | ----------------- | ------------- | -------- |
| ALL      | Jasmin Repeša        | V.L. Pesaro       | svincolato    |          |
| ALL      | Filippo Palumbi      | Grifo Imola       | svincolato    |          |
| AC       | Leonardo Totè        | Bilbao Berri      | fine prestito |          |
| AP       | Gabriele Procida     | Pall. Cantù       | svincolato    |          |
| ALL      | Matteo Angori        | Orlandina         | svincolato    |          |
| AG       | Brandon Ashley       | G League Ignite   | svincolato    |          |
| GA       | Malachi Richardson   | Cleveland Charge  | svincolato    |          |
| C        | Geoffrey Groselle    | Zielona Góra      | svincolato    |          |
| P        | Jón Axel Guðmundsson | Skyl. Francoforte | svincolato    |          |
| A        | Robin Benzing        | Saragozza         | svincolato    |          |
| PG       | Mattia Palumbo       | Scafati Basket    | fine prestito |          |

| Cessioni | Cessioni            | Cessioni          | Cessioni          | Cessioni |
| R.       | Nome                | a                 | Modalità          |          |
| -------- | ------------------- | ----------------- | ----------------- | -------- |
| ALL      | Luca Dalmonte       | Free agent        | opzione di uscita |          |
| ALL      | Simone Bianchi      | Reyer Venezia     | fine contratto    |          |
| ALL      | Stefano Comuzzo     | Pall. Trieste     | fine contratto    |          |
| G        | Adrian Banks        | Pall. Trieste     | opzione di uscita |          |
| G        | Wesley Saunders     | Aquila Trento     | opzione di uscita |          |
| C        | Marco Cusin         | Pall. Cantù       | fine contratto    |          |
| C        | Dario Hunt          | Promitheas        | fine contratto    |          |
| GA       | Vojislav Stojanović | Pall. Mantovana   | fine contratto    |          |
| AG       | Todd Withers        | Adelaide 36ers    | fine contratto    |          |
| PG       | Mattia Palumbo      | Pall. Forlì 2.015 | prestito          |          |

### Dopo l'inizio della stagione
| Acquisti | Acquisti                 | Acquisti        | Acquisti          | Acquisti   |
| R.       | Nome                     | da              | Data              | Modalità   |
| -------- | ------------------------ | --------------- | ----------------- | ---------- |
| P        | Jabril Durham            | Amburgo Towers  | 11 ottobre 2021   | svincolato |
| ALL      | Antimo Martino           | Pall. Reggiana  | 28 settembre 2021 | svincolato |
| ALL      | Stefano Rajola           | Campetto Ancona | 14 ottobre 2021   | svincolato |
| G        | James Feldeine           | Al Kuwait       | 29 novembre 2021  | svincolato |
| AG       | Vasilīs Charalampopoulos | Reyer Venezia   | 1 dicembre 2021   | svincolato |
| C        | Jacopo Borra             | Dinamo Sassari  | 3 dicembre 2021   | svincolato |
| G        | Branden Frazier          | Zielona Góra    | 30 dicembre 2021  | svincolato |

| Cessioni | Cessioni             | Cessioni           | Cessioni          | Cessioni    |
| R.       | Nome                 | a                  | Data              | Modalità    |
| -------- | -------------------- | ------------------ | ----------------- | ----------- |
| ALL      | Jasmin Repeša        | Free agent         | 26 settembre 2021 | dimissioni  |
| ALL      | Filippo Palumbi      | Free agent         | 1 ottobre 2021    | dimissioni  |
| G        | Malachi Richardson   | W.M. Szczecin      | 12 novembre 2021  | rescissione |
| P        | Tommaso Baldasso     | Olimpia Milano     | 22 novembre 2021  | risoluzione |
| AG       | Brandon Ashley       | SE Melb. Phoenix   | 12 gennaio 2022   | rescissione |
| PG       | Jón Axel Guðmundsson | Crailsheim Merlins | 18 gennaio 2022   | risoluzione |
| C        | Leonardo Totè        | Napoli Basket      | 25 febbraio 2022  | rescissione |